# Pietro Metastasio
Metastasio, s pravim imenom Pietro Trapassi, italijanski pesnik in libretist, * 3. januar 1698, Rim † 12. april 1782, Dunaj.
Reformiral je t. i. resno opero (ital. opera seria) poznega baroka. Njegova besedila so bila med skladatelji izredno priljubljena in cenjena, saj je nanje nastalo okoli 1200 opernih del (od poznega baroka, klasicizma in romantike).

## Najpomembnejši libreti
- Achille in Sciro (1736)
- Adriano v Siriji (1732)
- Aleksander iz Indije (1729)
- Antigona (1744)
- Artakserkses (1730)
- Attilio Regolo (1740)
- Catone in Utica (1728)
- La clemenza di Tito
- Demetrio (1731)
- Demofoonte (1733)
- Ezio (1728)
- Ipermestra (1744)
- Nitteti (1756)
- Olimpiade
- Il re pastore (1751)
- Romolo ed Ersilia (1765)
- Semiramide (1729)
- Siroe (1726)
- Il sogno di Scipione
- Temistocle (1736)
- Il trionfo di Clelia (1762)
- Zenobia (1740)